# Вернон Тродон, Том 1
Вернон Тродон, Том 1 (фр. Vernon Subutex, 1) је роман Виржини Депaнт објављен у издању Grassetа. 7. јануара 2015. године. То је први том серије од три тома; други том је објављен у јуну 2015. године, трећи том у мају 2017.
У овом роману главни јунак Вернон Тродон, бивши је продавач париских плоча. Остаје без своје радње услед појаве модерних технологија и економске кризе. 
Завршава на социјалној помоћи и време проводи сам у свом стану, сурфујући по нету и слушајући музику, све док му у неком тренутку не укину помоћ и не заврши на улици.
Контактира своје старе пријатеље једног по једног да би нашао смештај на неколико ноћи код сваког од њих од њих.

## Писање романа
Вернон Тродон је осми роман Виржини Депант. Ауторка је рекла да јој је пала на памет идеја да напише овај роман видевши "да се људи око ње нађу у тешким ситуацијама када достигну педесете". Настоји да представи "све друштвене класе" тренутног француског друштва које се квалификује као "тужно И депресивано".
Име главног јунака, Тродон, односи се на трговачко име бупренорфина, супстанце која се користи за лечење зависности од опијата попут хероина. Верноново име односи се на један од псеудонима писца Бориса Виана: Вернон Суливан. 

## Радња
Вернон Тродон је један од најпознатијих продавача плоча у Паризу 1980-их, али као резултат слабе продаје плоча мора да затвори своју продавницу. Од тада, пасиван и плах, на тренутак живи од социјалних давања, избегавајући да што више напушта своју кућу, а дане проводи сурфујући Интернетом.
Један од његових пријатеља, Алек Блек, познати рок певач, с времена на време му новчано помаже да плати кирију док не премине. Пре него што умре, певач поверава Вернону снимак настао под дејством дроге. То резултира активним истраживањем различитих ликова. Вернон је, без икаквог извора прихода, избачен из свог стана. Тада је одлучио да затражи помоћ својих старих пријатеља које је, углавном пре неколико година, изгубио из вида, под изговором да је сам у Паризу "на путу" јер је обновио свој живот у Канади.
Домаћини су му радикално различити ликови, који су му углавном били пријатељи из младости: од тихог оца породице до порнографске глумице, преко бруталног човека који не може да престане да туче супругу, сваки од ликова га смести по неколико дана. Вернону Тродону понестаје решења, без новца, без средстава за комуникацију и на улицама. Живи поред бескућнице која га иницира на урбани опстанак.

## Карактери
Неколико мањих ликови појављују имплицитно у роману: на пример милитаната екстремна десничарка, муслиманка која носи вео, берзански посредник зависник од кокаина, бразилски трансродни модел, па чак и сценариста.

## Награде и признања
Роман Вернон Тродон, Том 1 продат у више од 400.000 примерака и уврштен у најужи избор за признање Men Buker за најбољи роман године.

## Адаптација
Серија у продукцији Canal+ и режији Кети Верни емитована је на јесен 2018. Romain Duris игра улогу Вернона Тродона, јунака романа.

## Награда и одликовања
- Награда Анаис Нин за 2015. годину.
- Награда Landerneau за 2015. годину.
- Награда La Coupole за 2015. годину